# Charaxes maura
Charaxes maura är en fjärilsart som beskrevs av Van Someren 1967. Charaxes maura ingår i släktet Charaxes och familjen praktfjärilar. Inga underarter finns listade i Catalogue of Life.